# Saint-Pourçain-sur-Besbre
Saint-Pourçain-sur-Besbre – miejscowość i gmina we Francji, w regionie Owernia-Rodan-Alpy, w departamencie Allier.

## Demografia
Według danych na rok 1990 gminę zamieszkiwały 423 osoby, a gęstość zaludnienia wynosiła 13 osób/km². W styczniu 2015 r. Saint-Pourçain-sur-Besbre zamieszkiwało 431 osób, przy gęstości zaludnienia wynoszącej 13,2 osób/km².